# MoviePass
MoviePass était une entreprise américaine appartenant au groupe Helios and Matheson Analytics qui offrait un service de tickets de cinéma en ligne. Elle a fermé en septembre 2019.
L'entreprise a été rachetée après faillite et le fondateur (Stacy Spikes) l'a relancé en 2022 en modifiant profondément les offres proposées.

## Historique
Créée en 2011 à New York, la société permettait de se procurer jusqu'à trois tickets de cinéma par mois pour une somme fixe. Le service était basé sur une application mobile, où l'utilisateur choisissait sa séance et voyait une carte débit spécifique, aux couleurs de MoviePass, créditée du montant du ticket.
Moviepass a connu plusieurs types d'offres au cours de son existence, y compris une offre « illimitée » (sur le modèle de la carte UGC en France), avant de choisir un modèle où l'utilisateur pouvait voir un film par jour pour $9.95 par mois. Ce changement de business model a eu lieu lors de l'acquisition de la société par une entreprise d'analyse d'audience, qui se donnait pour objectif de rendre l'entreprise rentable en revendant des données sur les habitudes de visionnage des consommateurs.
En 2017 le service comptait plus d'un million d'abonnés, contre 3 millions à l'été 2018.
Au fil des ans MoviePass a vu de nombreux acteurs s'opposer à son développement, notamment les cinémas AMC aux États-Unis qui ont par la suite lancé une offre concurrente baptisée « Stubs A-List ». En 2018 MoviePass a du fermer son service pendant une journée, le temps de négocier un prêt afin de se refinancer, car son modèle économique n'était pas encore rentable. Cet accord s'est fait au prix de la mise en place de nouveaux forfaits, et plus spécifiquement la fin du forfait illimité au profit de trois séances maximum par mois (les tickets suivants ne bénéficiant que d'une réduction de prix), la mise en place de hausses de tarifs en fonction de la demande ainsi que du retrait de certains films à haut potentiel commercial. En fin de compte le service ne proposait qu'une sélection de six films différents, renouvelés chaque jour.
Le 13 septembre 2019, MoviePass annonce la fermeture de son service.
En 2022, le service est de nouveau disponible avec une formule modifiée (4 films / mois pour 10$/mois). La formule à 40$/mois permet d'obtenir le même niveau qu'avant (1 film / jour). 